# Mölndals kammarkör
Mölndals Kammarkör är en svensk kör som jobbar med sceniska föreställningar och konserter.

## Historia
De första konserterna gavs 1990 tillsammans med jazzlegenden Bengt Hallberg. Sedan dess har kören presenterat ett större konsertprogram årligen. Jan-Ivar Blixt ledde kören från starten 1990 till hösten 2010. Sedan våren 2011 är Fredrik Berglund körens konstnärlige ledare och dirigent. Kören har under de senaste åren samarbetat med flera artister från svenska musikscenen som Sofia Karlsson, Moto Boy, Martin Hederos och Stefan Ljungqvist.

## Diskografi
1998 gav kören ut CD:n Vild i min mun, med text och musik av Eva Dahlgren, i en mycket speciell körtappning.
2013 gav kören ut två låtar på Nilento records, en tolkning av Lalehs "Some die young" och tävlingsbidraget från kulturkalasets körtävling "På kryss med Bohuslän".

## Priser
- Vid The Swedish International Choir Competition i Helsingborg 2004 vann kören ett extrainsatt specialpris "for the exemplary building of an outstanding competition programme".
- 1997 utsågs kören till södra Sveriges bästa kör i tävlingen Toner för miljoner. I riksfinalen instiftade juryn ett pris för bästa enskilda framträdande enkom för Mölndals kammarkör, eftersom man ansåg att körens tolkning av Arne Mellnäs Bossa Buffa var det överlägset bästa inslaget.
- I Prag 2001 vann kören sin klass i en internationell tävling i julmusik, och tilldelades även det åtråvärda Petr Eben-priset.
- I Budapest 2003 fick kören gulddiplom och blev tredje bästa kör bland 68 tävlande från hela världen.
- Vid Göteborgs kulturkalas 2013 vann kammarkören med motiveringen: "Den finaste syntes av svensk körtradition och viskonst. Ett starkt arrangemang som spelar på alla känslosträngar. Personligt, ömsint och oavbrutet fängslande." I juryn satt bland andra körnestorn Gunnar Eriksson.
- Vid European Choir games I Göteborg 2019 vann kören gulddiplom och blev bästa svenska kör i klassen Grand Prix of Nations Chambers Choir.